# Чарльз Баґбі
Чарльз Баґбі (англ. Charles Bugbee, 29 серпня 1887 — 18 жовтня 1959) — британський плавець і ватерполіст.
Учасник Олімпійських Ігор 1912, 1920, 1924 років.
Олімпійський чемпіон 1912, 1920 років.